# Michael Golomb
Michael Golomb (* 3. Mai 1909 in Nürnberg; † 9. April 2008 in West Lafayette (Indiana)) war ein US-amerikanischer Mathematiker und Hochschullehrer an der Purdue University.

## Leben
Golomb studierte an der Universität Würzburg und wurde 1933 an der Universität Berlin bei Erhard Schmidt promoviert (Zur Theorie der Nichtlinearen Integralgleichungen, Integralgleichungssystemen und Allgemeinen Funktionalgleichungen). Zu seinen akademischen Lehrern gehörte auch Adolf Hammerstein. Da er unter den Nationalsozialisten als Jude seinen Beruf nicht ausüben konnte, ging er 1933 nach Jugoslawien und 1939 in die USA. 1940 bis 1942 war er Instructor an der Cornell University, an der er seit 1939 in Elektrotechnik forschte, und 1943 bis 1945 war er Chefanalytiker beim Franklin Institute in Philadelphia, wo er als Teil der Kriegsanstrengungen für die US Navy arbeitete. Dafür erhielt er den Distinguished Service Award. 1945 wurde er US-Staatsbürger. Ab 1942 war er Instructor an der Purdue University, ab 1946 als Associate Professor und 1950 bis 1978 (zwei Jahre nach seiner Emeritierung) als Professor.
1984/85 war er Distinguished Visiting Professor an der San Diego State University, 1975 Gastprofessor an der Brown University und er war mehrfach Gastprofessor an der University of Wisconsin (1956/57, 1958, 1967, 1970, 1978). 1961 bis 1970 war er Berater am Argonne National Laboratory.
Er befasste sich mit Approximationstheorie (Spline-Interpolation), Differential- und Integralgleichungen und angewandter Mathematik. Lange Zeit hatte betreute er das Problem der Woche in seiner Mathematikfakultät und steuerte bis zu seinem Tod Lösungen bei. Für seine Lehre wurde er von der Purdue University durch einen Eintrag auf einer Plakette (Purdue Book of Great Teachers im Academy Park) geehrt.
Golomb war 65 Jahre lang mit Dagmar Racic verheiratet (gestorben 2004) und hatte zwei Töchter.
Auf dem Internationalen Mathematikerkongress in Berlin 1998 war er einer derjenigen, der auf einer Sonderausstellung zum Thema Emigration unter den Nationalsozialisten porträtiert wurde.
Er war Fellow der American Association for the Advancement of Science. 1973 bis 1975 war er im Rat der American Mathematical Society.

## Schriften
- Elements of Ordinary Differential Equations, McGraw Hill 1950, 2. Auflage mit Merrill Shanks 1965
- Lectures on Theoretical Mechanics, Purdue Lecture Notes in Mathematics, 1960
- Lectures on the Theory of Approximation, Argonne National Laboratory 1962